# St Pancras Renaissance London Hotel
Koordinaten: 51° 31′ 48″ N, 0° 7′ 31″ W
Das St Pancras Renaissance London Hotel bildet den Vordergiebel des Bahnhofs St Pancras im Stadtteil St. Pancras von London. Der Bahnhof ist einer der wichtigsten Bahnhöfe in London und Endhaltestelle für internationale Züge aus Paris, Brüssel, Amsterdam und anderen Bahnhöfen auf dem europäischen Festland. Das St Pancras Renaissance London Hotel wurde 2011 eröffnet und nimmt einen Großteil des ehemaligen Midland Grand Hotel ein, das von George Gilbert Scott entworfen wurde und das von 1873 bis 1935 bestand. Das St Pancras Renaissance London Hotel wird von Marriott International betrieben.
Das gesamte Gebäude einschließlich der Wohnungen ist auch unter dem Namen St Pancras Chambers bekannt und wurde zwischen 1935 und den 1980er Jahren für Büros der Eisenbahnverwaltung genutzt. Die oberen Stockwerke des ursprünglichen Gebäudes wurden zwischen 2005 und 2011 von der Manhattan Loft Corporation zu Wohnungen umgebaut. Der Glockenturm ist 76 Meter hoch und mehr als die Hälfte seiner Höhe ist nutzbar.
Das Hotel liegt in der Nähe der Bahnhöfe Euston, King’s Cross und St Pancras.

## Das Midland Grand Hotel
Im Jahr 1865 veranstaltete die Midland Railway Company einen Wettbewerb für den Entwurf eines Hotels mit 150 Betten, das neben ihrem damals noch im Bau befindlichen Bahnhof St. Pancras errichtet werden sollte. Elf Entwürfe wurden eingereicht, darunter einer von George Gilbert Scott, der mit 300 Zimmern viel größer und teurer war als ausgeschrieben. Trotzdem überzeugten seine Pläne das Unternehmen und der Bau begann. Scotts Entwurf sah ein Hotel mit fünf Stockwerken vor, aber schließlich wurde es mit vier Stockwerken gebaut (wobei es bis heute geblieben ist), um Baukosten zu sparen. Trotzdem griff die Midland Railway häufig auf Scotts ursprünglichen Plan zurück und zeigte das Hotel in seinem Werbematerial mit seinem nicht vorhandenen Obergeschoss. Der Ostflügel wurde am 5. Mai 1873 eröffnet. Die Midland Railway ernannte Herrn Etzensberger (ehemals Hotel Victoria, Venedig) zum Generaldirektor. Das Hotel wurde im Frühjahr 1876 fertiggestellt.

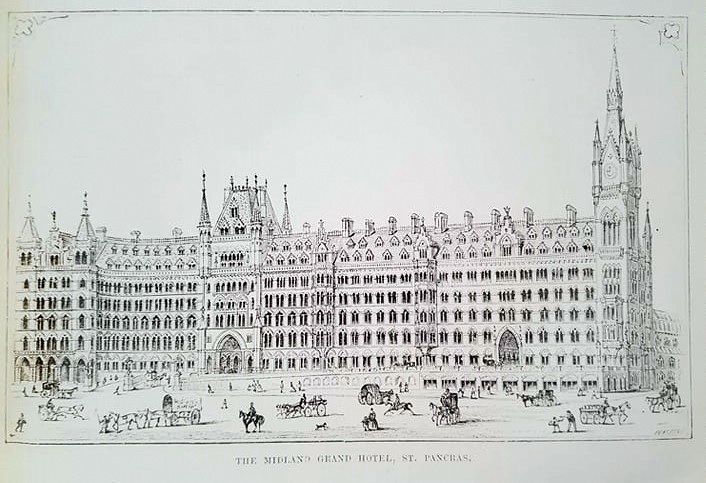
Entwurf des Midland Grand Hotel St. Pancras, der die fünfte Etage zeigt, die nicht gebaut wurde, ca. 1876

Das Hotel war teuer, mit kostspieliger Ausstattung, darunter einer großen Treppe, Zimmerwänden mit Blattgoldbelag und einem Kamin in jedem Zimmer. Es verfügte über viele technisch innovative Einbauten wie hydraulische Aufzüge, Betonböden, Drehtüren und feuerfeste Bodenkonstruktionen, allerdings besaß keiner der Räume ein Badezimmer.
Das Hotel wurde 1922 von der London, Midland and Scottish Railway übernommen, bevor es 1935 geschlossen wurde. Zu diesem Zeitpunkt waren seine Versorgungseinrichtungen veraltet und zu kostspielig in der Wartung, weil zu viel Personal nötig war, beispielsweise um Nachttöpfe, Wannen, Schüsseln und Spucknäpfe zu transportieren und zu leeren.

## Büronutzung und Erhaltung
Nach der Hotelschließung wurde das Gebäude in St Pancras Chambers umbenannt und für Büros der Bahnverwaltung, schließlich für British Rail, genutzt.
British Rail beabsichtigte, es abreißen zu lassen, was aber durch eine öffentlichkeitswirksame Kampagne von Jane Hughes Fawcett und ihren Mitstreitern von der Victorian Society vereitelt wurde, einer Denkmalschutzorganisation, die unter anderem gegründet wurde, um die viktorianischen Eisenbahnen und Gebäude zu erhalten. Beamte nannten Jane Fawcett wegen ihrer unermüdlichen Bemühungen die „wütende Frau Fawcett“. 1967 wurden dem Hotel und dem Bahnhof St. Pancras der Denkmalstatus „Grade I“ zuerkannt.
Das Gebäude wurde weiterhin für Büros der Bahnverwaltung genutzt, bis es in den 1980er Jahren die Brandschutzbestimmungen nicht mehr erfüllte und geschlossen wurde. Die äußere Hülle wurde in den 1990er Jahren für etwa 10 Millionen Pfund Sterling restauriert und baulich stabilisiert.

## Wiedereröffnung mit Hotel und Apartments
Im Jahr 2004 wurde die Baugenehmigung für den Umbau des Gebäudes zu einem neuen Hotel erteilt.
Die wichtigsten öffentlichen Bereiche des alten Midland Grand Hotels wurden ebenso wie einige Hotelzimmer restauriert. Die ehemalige Zufahrt für Taxis zum Bahnhof St. Pancras, die unter dem Hauptturm des Gebäudes hindurchführte, wurde zur Hotellobby umgebaut. Um den moderneren Erwartungen der Gäste gerecht zu werden, wurde auf der Westseite des Barlow-Zugschuppens ein neuer Hotelzimmerflügel errichtet.
Nach der Sanierung verfügt das Hotel über 244 Zimmer, zwei Restaurants, zwei Bars, ein Gesundheits- und Freizeitzentrum, einen Ballsaal sowie 20 Tagungs- und Veranstaltungsräume. Die Architekten für die Sanierung waren Aedas RHWL. Gleichzeitig wurden die oberen Stockwerke des ursprünglichen Gebäudes von der Manhattan Loft Corporation zu 68 Wohnungen umgebaut.
Das St. Pancras Renaissance Hotel wurde am 14. März 2011 für Gäste eröffnet. Die feierliche Eröffnung fand aber erst am 5. Mai statt – genau 138 Jahre nach der ursprünglichen Eröffnung im Jahr 1873.

## Als Drehort für Filme und Musikvideos
Das Äußere und Innere des Hotels diente 1995 als Drehort für den Film „Richard III“ mit Ian McKellen und stellte den Palast des Königs dar.
Der Roman Der lange dunkle Fünfuhrtee der Seele von Douglas Adams aus dem Jahr 1988 verwendet das verlassene Midland Grand als reale Alternative zum Walhall der nordischen Götter. Er beschrieb es als „riesige, dunkle gotische Fantasie eines Gebäudes, das leer und trostlos dasteht … seine Dachsilhouette besteht aus einer riesigen Ansammlung wilder Türme, knorriger Türme und Zinnen, die den Nachthimmel anzutreiben und anzustacheln scheinen“.
Das Video zum Song Wannabe der Spice Girls aus dem Jahr 1996 wurde im Midland Grand Hotel gedreht. Das Musikvideo wurde im Eingang und im Haupttreppenhaus des Gebäudes gedreht. Das Lied sollte in Barcelona, Spanien, gedreht werden, wo es keine Drehgenehmigung erhielt.
In Christopher Nolans Film Batman Begins aus dem Jahr 2005 diente ein Treppenhaus des Gebäudes als Kulisse für Szenen in der psychiatrischen Klinik Arkham.
Die Treppe war auch Schauplatz in der Filmproduktion von Der geheime Garten aus dem Jahr 1993.
Im Jahr 2003 übertrug die Reality-TV-Serie Most Haunted Live eine Live-Veranstaltung aus dem Gebäude unter dem Titel „Peril in St. Pancras“.
Das Hotel und der Bahnhof wurden an Stelle der Außenfassaden des Bahnhofs King’s Cross für Harry Potter und die Kammer des Schreckens und Harry Potter und die Heiligtümer des Todes – Teil 2 ausgewählt, da die Filmemacher der Meinung waren, dass ihre gotische Architektur weitaus beeindruckender sei. Wie das echte King’s Cross erfreute sich auch das St. Pancras Renaissance Hotel großer Beliebtheit bei Touristen, die an Harry-Potter-Touren teilnahmen.

## Galerie

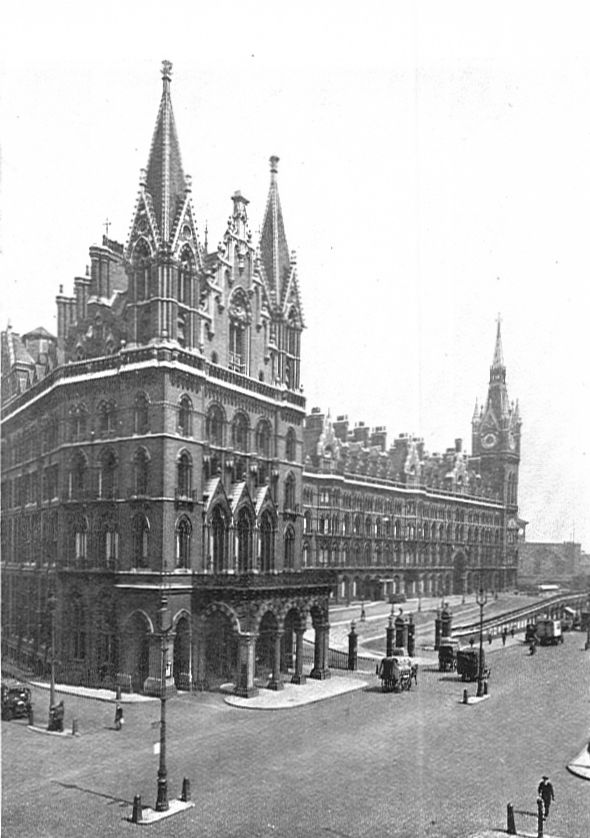
Das Hotel im Jahre 1928
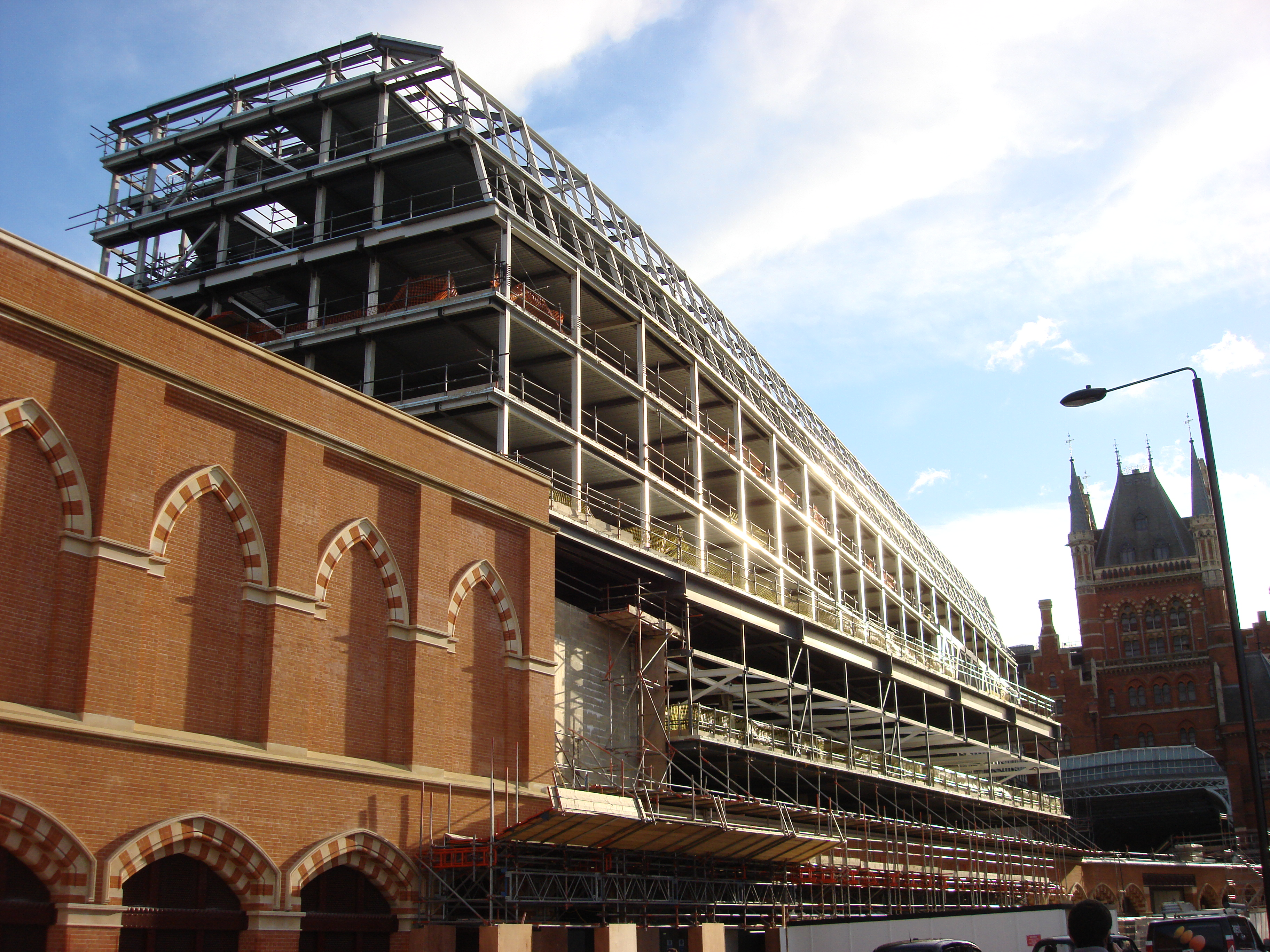
Der neue Zimmerflügel im Bau
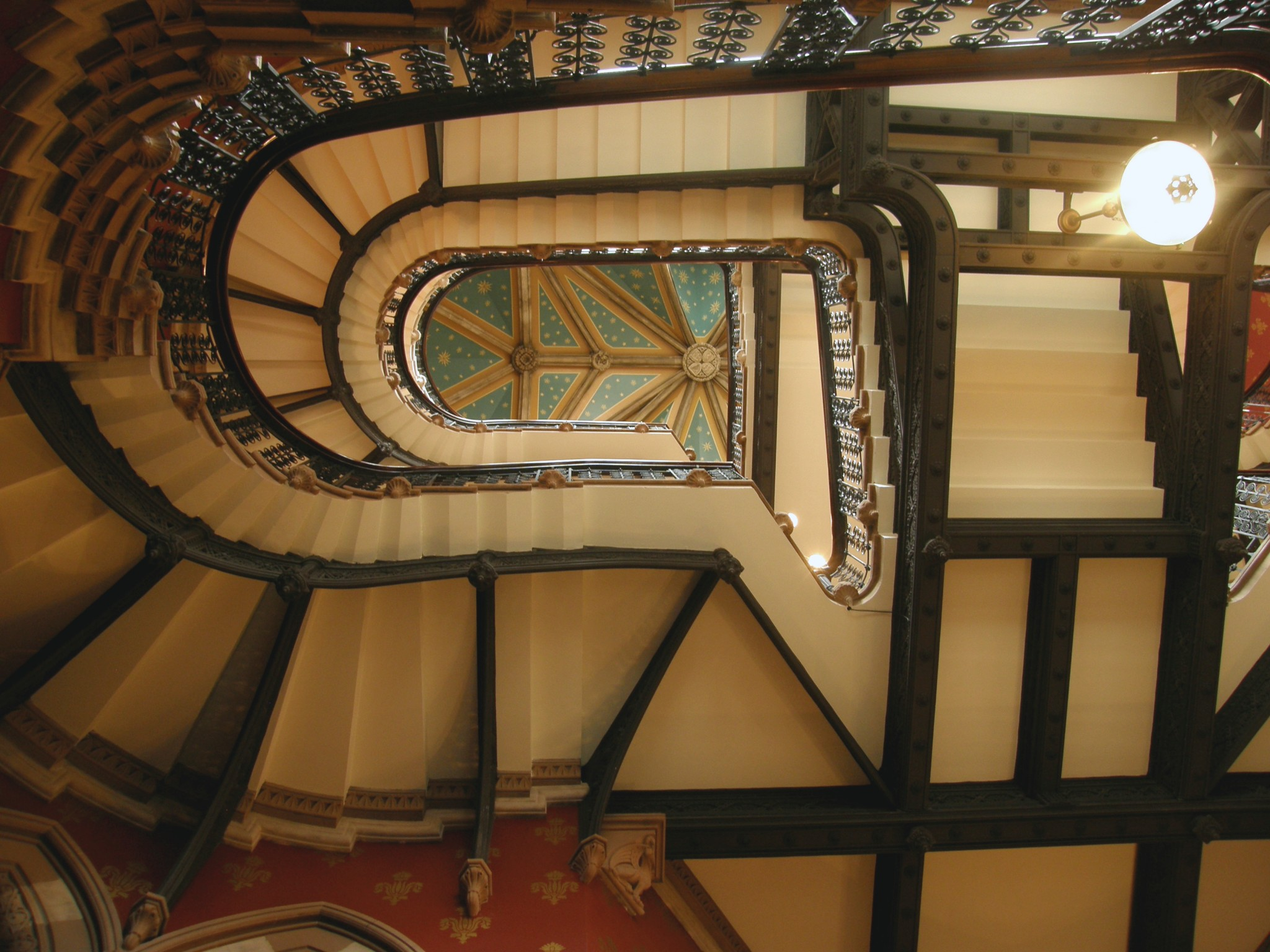
George Gilbert Scotts große Treppe im St. Pancras Renaissance Hotel
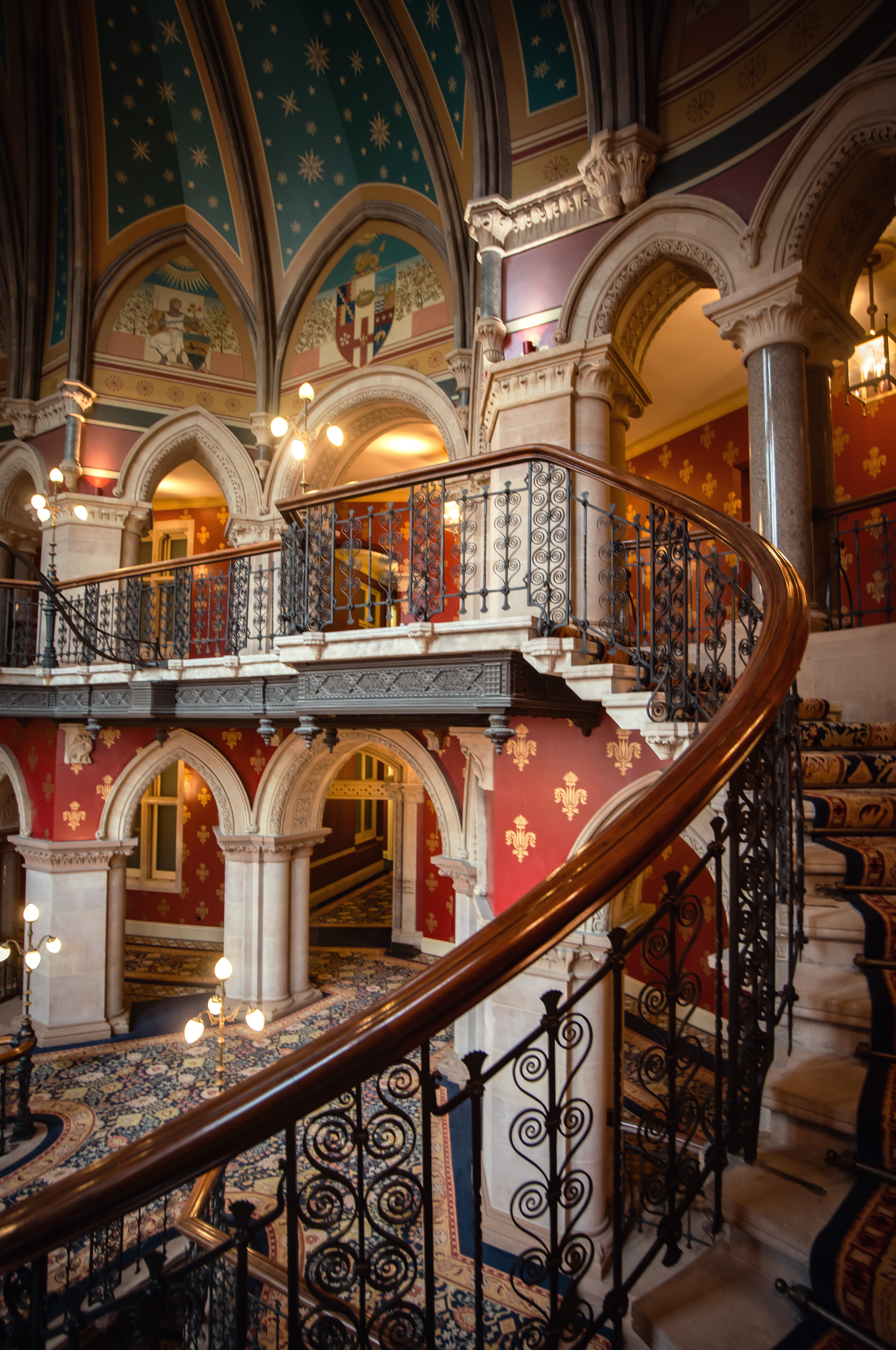
Die oberste Etage der Großen Treppe
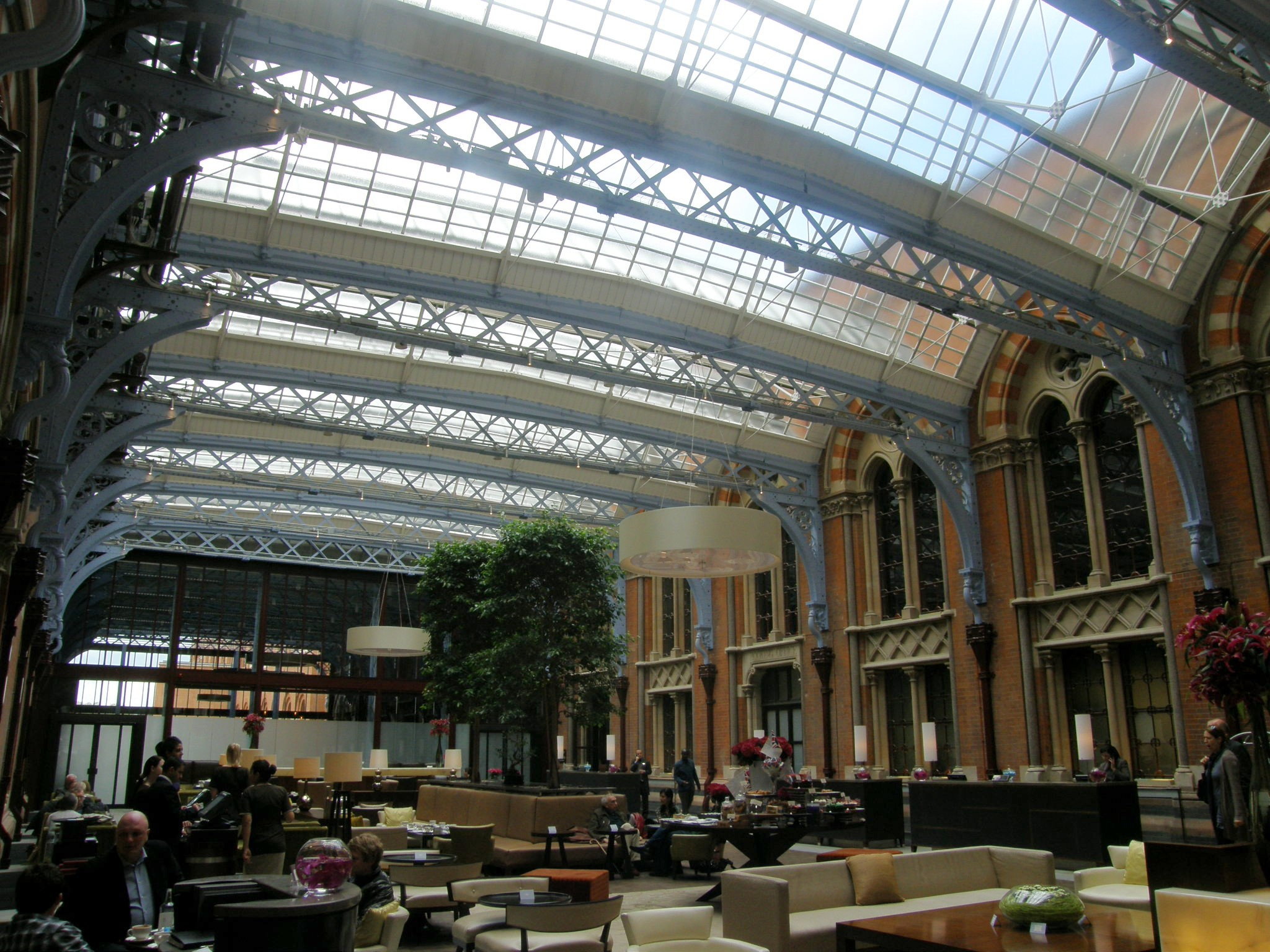
Atrium des St. Pancras Renaissance Hotels, früher die Taxizufahrt zum Bahnhof St. Pancras